# Karlo Bartolec
Karlo Bartolec (Zagreb, 20 de abril de 1995) es un futbolista croata que juega en la demarcación de defensa para el F. C. Astana de la Liga Premier de Kazajistán.

## Selección nacional
Tras jugar con la selección de fútbol sub-19 de Croacia y con la sub-21, finalmente debutó con la selección absoluta el 15 de octubre de 2018. Lo hizo en un partido amistoso contra Jordania que finalizó con un resultado de 2-1 a favor del combinado croata tras los goles de Domagoj Vida y Matej Mitrović para Croacia, y de Baha' Faisal para Jordania.

## Clubes
| Club                  | País       | Año       | Partidos | Goles |
| --------------------- | ---------- | --------- | -------- | ----- |
| N. K. Lokomotiva      | Croacia    | 2014-2016 | 78       | 0     |
| F. C. Nordsjælland    | Dinamarca  | 2016-2019 | 97       | 7     |
| F. C. Copenhague      | Dinamarca  | 2019-2021 | 60       | 2     |
| N. K. Osijek          | Croacia    | 2021-2023 | 26       | 1     |
| Puskás Akadémia F. C. | Hungría    | 2023      | 16       | 0     |
| N. K. Lokomotiva      | Croacia    | 2023-2024 | 30       | 0     |
| F. C. Astana          | Kazajistán | 2024-     | 21       | 1     |